# Szélyes Imre
Szélyes Imre (Marosvásárhely, 1944. február 13. – 2023. április 25.) Jászai Mari-díjas erdélyi születésű magyar színművész, rendező.

## Életpályája
1966-ban végzett a helyi Szentgyörgyi István Színművészeti Intézetben. 1966–1982 között a temesvári Állami Magyar Színház tagja.
1982-ben áttelepült Magyarországra és a kecskeméti Katona József Színház tagja lett.1983–1986 között a veszprémi Petőfi Színházban, 1986–1992 között a Népszínházban és a Budapesti Kamaraszínházban játszott. 1992-től a Nemzeti Színház, majd 2000–2012 között a Pesti Magyar Színház színésze.
1993-tól a Nemzeti Színiakadémia, 2000-től a Pesti Magyar Színiakadémia tanára volt. Rendszeresen szinkronizált is.

## Fontosabb színházi szerepei
- Krónikás (Szörényi-Bródy: István, a király),
- Schuller Medárd (Sütő András: Balkáni gerle)
- Grigorij Szpiridonics Pinorenko, hivatalnok (Gogol-Vidnyászky: Az orr),
- Szergej, cselló (Niklas Radström: Búcsúkvartett),
- Jóska (Móricz Zsigmond: Sári bíró),
- Zelyei Balog Ábel (Móricz Zsigmond: Úri muri),
- Boncius Atya (Tömöry: Síp a tökre),
- Bethlen Gábor (Az idő alkalmatos volta),
- Kopereczky (Mikszáth Kálmán: A Noszty fiú esete Tóth Marival),
- Dr. Ember László (Tomcsa: Műtét),
- Socino (Páskándi Géza: Vendégség),
- Pierre Bezuhov (Tolsztoj-Piscator: Háború és béke),
- Költő (Heltai: Egy fillér),
- Petur bán (Katona József: Bánk bán),
- Einstein (Dürrenmatt: A fizikusok),
- Dr. Sárkány (Molnár Ferenc: A doktor úr),
- Hale tiszteletes (Miller: A salemi boszorkányok),
- Farkas (Németh László: A két Bolyai),
- Nat Miller (O’ Neill: Ó ifjuság),
- Dózsa György (Illyés Gyula: Testvérek),
- Szervét Mihály (Sütő András: Csillag a máglyán),
- Prokopiosz (Méhes György: Bizánci capriccio),
- Alan Bennet (Coward: Forgószínpad),
- Rhédey főkapitány (Páskándi Géza: Tornyot választok),
- Petur bán, Mikhál bán (Katona József: Bánk bán),
- Siketnéma (Giraudoux: Shaillot bolondja),
- Gazda (Wyspianski: Menyegző),
- Bajna Gábor (Tamási Áron: Tündöklő Jeromos),
- Lefebvre (Sardou-Moreau: Szókimondó asszonyság),
- Bronski (Bodolay: Lenni vagy nem lenni),
- G. B. Shaw (Kilty: Kedves hazug),
- Táltos (Novák-Rossa: A csodaszarvas),
- Salgó (Hunyady: Lovagias ügy),
- Frascatti (Kálmán: A monmartrei ibolya),
- Tudós, Péter apostol, Patriarcha (Madách: Az ember tragédiája),
- Nagy Imre (Németh László: Villámfénynél),
- Tudós (Vörösmarty: Csongor és Tünde),
- James Tyrone (Eugene O’Neill: Utazás az éjszakába)

## Rendezései
- Lavery. Az Úr katonái,
- Kobó: Jóakarók,
- Balogh-Kerényi: Csíksomlyói passió

## Film és TV-s szerepei
- Magyar Passió (2021)
- Tóth János (magyar sorozat, 2019)
- Kincsem színész (magyar romantikus kalandfilm, 2017)
- Hacktion: Újratöltve (magyar sorozat, 2013)
- Vérző Magyarország (dokumentumfilm, 2010) narrátor
- Horthy, a kormányzó  (TV film) színész (magyar dokumentumfilm, 2006)
- A galamb ünnepe (TV film) szereplő (magyar versösszeállítás, 1998)
- Csodatopán (TV film) színész (magyar mesefilm, 1984)
- Nem zárjuk kulcsra az ajtót  (TV film) színész (magyar tévéfilm, 1983)
- A néma levente (TV film) színész (magyar tévéfilm, 1979)

## Díjai, elismerései
- Jászai Mari-díj (1990)
- Sík Ferenc-emlékplakett (2009)